# باسير راجا
باسير راجا هو مقيم في مديرية دونجون، ترغكانو بماليزيا. تقع على بعد 10 كم من بندر المقطفي بالله شاه. جعلها عبد الجليل شاه الثالث عاصمة سلطنة جوهر في أكتوبر 1642، وكانت تُعرف باسم باتو سوار.